# Линово (Брестская область)
Лино́во (бел. Лінова) — агрогородок в Пружанском районе Брестской области Беларуси. Административный центр Линовского сельсовета. Расположен в 10 км от административного центра Пружаны.
Расположена железнодорожная станция Оранчицы на линии Брест — Барановичи.

## География
Озеро Мелеш.

## История
Первое упоминание о поселении в летописи относится к XVI веку. Тогда оно было центром Линовского войтовства, которое входило в Кобринскую экономию Подляского воеводства.
О происхождении названия Линово существует несколько легенд. В одной из них сообщается, что в этой местности жил граф Линь. У него было два сына. Они были хорошо воспитанными. Чтобы быть известными в округе, граф просил своих сыновей уберечь свою фамилию. Один из сыновей женился и уехал из этих мест, второй женился на богатой барышне и при этом изменил свою фамилию с Линь на Лина. Отсюда якобы бы и происходит название села Линово, так говорят старожилы, но правда ли это? Так играя словами мы можем дойти до того, что Линь происходит из местности Линь, что в Тибете и переводится как место долгожителей.
Вторая легенда говорит, что на месте, где сейчас находится деревня Линово, когда-то была большой пруд. В этом водоёме водилось много рыбы, особенно Линёв. Место это назвали линёвая, и деревня, возникшая на этом месте, также получила такое же название. Это очень правдоподобно, потому что деревня располагается вблизи большого заболоченного урочища Туроса. Эти земли сейчас осушенные, и от бывшего рыбного богатства почти не осталось и следа.
Исходя из белорусского языка следует добавить о существовании слова «Линёвішча», как место линьки ужей, в таких местах и водятся эти шикарные гады.
В разные времена название деревни на картах и документах писалось по-разному: Линева, Линево, Линово, Linowa, Linowo, Linovo, Линава, Линово. В настоящее время на всех официальных документах и картах пишется Линово.
В 1987 деревня Линово-2 слилась с деревней Линово и стала одним населенным пунктом.
С 2009 вместо деревни Линово во всех документах пишется агрогородок Линово (аг. Линово).

## Культура
- Дом культуры
- Музейная экспозиция «История вычислительной техники» ГУО "Линовская средняя школа"
- Музейная экспозиция «Этнаграфiчны куток «Беларуская хатка» ГУО "Линовская средняя школа"

## Достопримечательность

#### Памятник, скульптура
- Памятник В. И. Ленину
- Мемориальная доска в честь партизана Алексея Васильевича Антоновича. Установлена на здании ГУО "Линовская средняя школа"

#### Утраченное наследие
- Деревянный костёл (1936)

## Галерея
- Крест